# Seznam francoskih politikov
Seznam francoskih politikov.

## A
- Georges Abadie
- Rima Abdul Malak
- Jean-Baptiste Abel
- Pierre Abelin
- Rima Abdul-Malak
- Bernard Accoyer
- Christine Albanel
- Jacqueline Alduy
- Jean-Paul Alduy
- Prosper Alfonsi
- Michèle Alliot-Marie
- Edmond Alphandéry
- Gaston Audiffret-Pasquier
- Manuel Aeschlimann
- Raphaël Alibert
- Michèle Alliot-Marie
- Jean-Pierre-André Amar
- Étienne d'Anjou Hirsch
- Vincent Ansquer
- Pierre-Antoine Antonelle
- Emmanuel Arago
- François Arago
- Antoine Armand
- Émile Armand
- Inessa Armand
- Louis Armand
- Nathalie Arthaud
- Jean Arthuis
- François Asselineau
- Gabriel Attal
- François d'Aubert
- Manon Aubry
- Martine Aubry (née Delors)
- Vincent Auriol
- Jean Auroux
- Edwige Avice
- Jean-Marc Ayrault
- Audrey Azoulay

## B
- François-Noël Babeuf
- Roselyne Bachelot (née Narquin)
- Robert Badinter
- Jean Baggioni
- Jean Sylvain Bailly
- Édouard Balladur
- Catherine Barbaroux
- Henri Barbé
- Robert Barcia
- Jordan Bardella
- Ericka Bareigts
- Bertrand Barère
- Didier Bariani
- Antoine Barnave
- Michel Barnier
- François Baroin
- Paul Barras
- Raymond Barre
- Maurice Barrès
- Jacques Barrot
- Jean-Noël Barrot
- Noël Barrot
- Odilon Barrot
- Joseph Barthélemy
- Louis Barthou
- Claude Bartolone
- Philippe Bas
- Delphine Batho
- Yves Bataille
- Marie-Noëlle Battistel
- Denis Baupin
- Jean-Michel Baylet
- François Bayrou
- Alexandre de Beauharnais
- Paul Beauregard
- Jean-Pierre Bel
- Nicole Belloubet
- Alain de Benoist
- Jacques Benoist-Méchin
- Aurore Bergé
- Laurent Berger
- Pierre Bérégovoy
- Michel Berson
- Henri Maurice Berteaux
- Marcellin Berthelot
- Dominique Bertinotti
- Henri-Gratien Bertrand
- Xavier Bertrand
- Olivier Besancenot
- Éric Besson
- André Bettencourt
- Georges Bidault
- Jean-Baptiste Bienvenu-Martin
- Martine Billard
- André Billardon
- Jacques Nicolas Billaud-Varenne
- René Billères
- Étienne Blanc
- Jacques Blanc
- Louis Blanc
- Jean-Michel Blanquer
- Louis Auguste Blanqui
- Marcel Bleibtreu
- Léon Blum
- Alain Bombard
- Manuel Bompard
- Jérôme Bonaparte
- Louis-Napoléon Bonaparte
- Napoleon Bonaparte
- Georges Bonnet
- Laurence Boone
- Jean-Louis Borloo
- Élisabeth Borne
- Huguette Bouchardeau
- Louis Bouët
- Fernand Bouisson
- Georges Boulanger
- Jean-Claude Boulard
- Claude Bourdet
- François Louis Bourdon
- Léon Bourgeois
- Maurice Bourgès-Maunoury
- Malek Boutih
- Christine Boutin
- José Bové
- André Boyer
- Yaël Braun-Pivet
- Thierry Breton
- Aristide Briand
- Nicole Bricq
- Jean Anthelme Brillat-Savarin
- Fernand de Brinon
- Steeve Briois
- Henri Brisson
- Jacques Pierre Brissot
- Pierre Brossolette
- Paul Brousse
- Jacques Brunhes
- Cécile Brunschvicg
- Dominique Bucchini
- Marie-George Buffet
- Ferdinand Buisson
- Philippe Buonarroti
- Raymond Burgard
- Dominique Bussereau
- François Buzot

## C
- Étienne Cabet
- Marcel Cachin
- Jérôme Cahuzac
- Joseph Caillaux
- Agnès Callamard
- Jean-Christophe Cambadélis
- Pierre-Joseph Cambon
- Michel Camdessus
- Armand-Gaston Camus
- René Capitant
- Hippolyte Carnot
- Lazare Carnot
- Marie François Sadi Carnot
- Danielle Casanova (Vincentella Perini)
- Laurent Casanova
- Jean Casimir-Perier
- Christophe Castaner
- Jean Catelas
- Jean Castex
- Louis-Eugène Cavaignac
- Jacques Antoine Marie de Cazalès
- Bernard Cazeneuve
- Pierre Célor
- Jacques Chaban-Delmas
- Charles de Champeaux
- Auguste Champetier de Ribes
- Charles Chanoine
- Jean Charbonnel
- François de Charette
- Hervé de Charette
- Constantin François de Chassebœuf /comté de Volney
- André Chassaigne
- Constantin-François Chassebœuf
- François-René de Chateaubriand
- Alphonse de Châteaubriant
- Pierre Chatenet
- Luc Chatel
- Camille Chautemps
- Marie-Joseph Chénier
- Bernard Chenot
- François Chérèque
- Jacques Chérèque
- Henry Chéron
- Jacques Chevallier
- Jean-Pierre Chevènement
- Henri Chevreau
- Claude Cheysson
- Bernadette Chirac
- Jacques Chirac
- Éric Ciotti
- Georges Clemenceau
- Stanislas de Clermont-Tonnerre
- Gustave Paul Cluseret
- Philippe Cochet
- Pierre-Suzanne-Augustin Cochin
- Gerard Collomb
- Eric Coquerel
- Daniel Cohn-Bendit
- (Gabriel Cohn-Bendit)
- Georges Cogniot
- Jean-Baptiste Colbert
- Gaspard de Coligny
- Yvon Collin
- Catherine Colonna
- Émile Combes
- Anne-Marie Comparini
- Victor Considérant
- Henri-Benjamin Constant de Rebecque (1767-1830)
- Paul-Henri-Benjamin d'Estournelles de Constant
- Jean-François Copé
- Charlotte Corday
- Emanuelle Cosse
- Paul Coste-Floret
- Pierre Cot
- Eugénie Cotton
- René Coty
- Georges Coulon
- Frédéric Étienne Cournet
- Victor Cousin
- Georges Couthon
- Jacques-Maurice Couve de Murville
- Michel Crépeau
- Édith Cresson
- Ambroise Croizat
- Jean Cruppi
- Frédéric Cuvillier

## D
- Seybah Dagoma
- Édouard Daladier
- Victor Dalbiez
- Arthur Dallidet
- Désiré Dalloz
- Léon Damas
- Charles Daniel-Vincent
- Georges-Jacques Danton
- Xavier Darcos
- François-Jean Darlan
- Gérald Darmanin
- Augustin Alexandre Darthé
- Pierre Dartout
- Rachida Dati
- Marc-Philippe Daubresse
- Joseph Daul
- Marcel Déat
- Jules Régis Debray
- Bernard Debré
- Jean-Louis Debré
- Michel Debré
- Philippe Dechartre
- Albert Decrais
- Gaston Defferre
- Joseph Déjacque
- Jean-François Delacroix
- Bertrand Delanoë
- Yvon Delbos
- Michel Delebarre
- Jacques Delors
- Jean-Nicolas Démeunier
- Victor Denain
- Jean-François Deniau
- Julien Denormandie
- Édouard Depreux
- Paul Déroulède
- Jean-Jacques Descamps
- Marie-Hélène Descamps
- Paul Deschanel
- Harlem Désir
- Camille Desmoulins
- Antoine Destutt de Tracy
- Alain Devaquet
- Patrick Devedjian
- Paul Devès
- Renaud Donnedieu de Vabres
- Jacques Doriot
- Marx Dormoy
- François Doubin
- Paul Doumer
- Gaston Doumergue
- Philippe Douste-Blazy
- Julien Dray
- Tony Dreyfus
- Maurice Druon
- Jeanine Dubié
- Fernand Dubief
- Antonin Dubost
- Louis Dubreuilh
- Charles Duclerc
- Jacques Duclos
- Roger Ducos
- Jules Armand Dufaure
- Marie-Guite Dufay
- Michel Duffour
- Cécile Duflot
- Georgina Dufoix
- Jacques Duhamel
- Roland Dumas
- Éric Dupond-Moretti
- Nicolas Dupont-Aignan
- Jacques-Charles Dupont de l'Eure
- Adrien Duport
- Charles Dupuy
- Ernest Dominique François Joseph Duquesnoy
- Marguerite Durand
- Olivier Dussopt
- Olivier Dutheillet de Lamothe
- Maurice Duverger

## E
- Myriam El Khomri
- Henri Emmanuelli
- Anne-Marie Escoffier
- Jean-Pierre Esteva
- Claude Estier
- Valéry Giscard d'Estaing
- Christian Estrosi
- Eugène Étienne

## F
- Laurent Fabius
- Robert Fabre
- Étienne Fajon
- Armand Fallières
- Léon Faucher
- Edgar Faure
- Félix Faure
- Maurice Faure
- Olivier Faure
- Paul Faure
- Sébastien Faure (Vsévolod Mijáilovich Eichenbaum)
- Yannick Favennec
- Jules Favre
- Matthias Fekl
- Jean Feraud (1764-95)
- Richard Ferrand
- Théophile Ferré
- Désiré Ferry
- Jules Ferry
- Luc Ferry
- Aurélie Filippetti
- Jean Filippi
- François Fillon
- Geneviève Fioraso
- Étienne Flandin
- Pierre-Étienne Flandin
- Charles Floquet
- Jacques Foccart
- Nicole Fontaine
- Raymond Forni
- Joseph Fouché
- Marie-Madeleine Fourcade
- Valérie Fourneyron
- Jean Foyer
- Pierre Mendès France
- Frédéric François-Marsal
- Jean François-Poncet
- Pierre Frank
- Henri Fréville
- Charles de Freycinet
- Ludovic-Oscar Frossard

## G
- Maurice Gabolde
- Yves Galland
- Félix Gaillard
- Robert Galley
- Léon Gambetta
- Dominique Joseph Garat
- Marie-France Garaud
- Louis-Antoine Garnier-Pages
- Jean-Claude Gaudin
- Charles de Gaulle
- Jean de Gaulle
- Philippe de Gaulle
- Francisque Gay
- Hervé Gaymard
- Delphine Gény-Stephann
- Pierre Georges
- Alain Gérard
- François Gerbaud
- François Giacobbi
- Paul Giacobbi
- Auguste-Jean Gilliot
- Charles Ginésy
- Charles-Ange Ginésy
- Annick Girardin
- Henri-Honoré Giraud
- Michel Giraud
- Paul Girod
- Françoise Giroud
- Louis Giscard d'Estaing
- Valéry Giscard d'Estaing
- Émile Glay
- Raphaël Glucksmann
- Claude Goasguen
- René Goblet
- Brigitte Gonthier-Maurin
- Sylvie Goulard
- Alexandre Goüin
- Eugène Goüin
- Félix Gouin
- Philippe Goujon
- Henri Grégoire
- Maxime Gremetz
- Jules Grévy
- André Grisoni
- Benjamin Griveaux
- François de Grossouvre
- Pascale Gruny
- Yves Guéna
- Stanislas Guerini
- Jules Guesde (Jules Bazile)
- Olivier Guichard
- Pierre-Paul Guieysse
- Élisabeth Guigou
- Florent Guillain
- Didier Guillaume
- James Guillaume
- Jean-Jacques Guillet
- Joseph-Ignace Guillotin
- Louis de Guiringaud
- Guizot (François Guizot)

## H
- Gisèle Halimi
- Benoît Hamon
- Léo Hamon
- Gabriel Hanotaux
- Léon Harmel
- Rima Hassan
- Georges-Eugène Haussmann
- Valerie Hayer
- Alphonse Henri d'Hautpoul
- Jacques-René Hébert
- Laurent Hénart
- Philippe Henriot
- Charles Hernu
- Édouard Herriot
- Antoine Herth
- Edmond Hervé
- Anne Hidalgo
- François Hollande
- Brice Hortefeux
- Françoise Hostalier
- Jean-Paul Huchon
- Robert Hue
- Nicolas Hulot
- Jean-Jacques Hyest

## J
- Christian Jacob
- Louis Jacquinot
- Yannick Jadot
- Jean Jaurès
- Jean-Marcel Jeanneney
- Jules Jeanneney
- Michel Jobert
- Eva Joly
- Charles Jonnart
- Camille Jordan (1771-1821)
- Lionel Jospin
- Robert Jospin
- Léon Jouhaux
- Paul Jourdain
- Louis Joxe
- Pierre Joxe
- Alain Joyandet
- Pierre Juillet
- Maurice Juncker
- Jean-Andoche Junot
- Alain Juppé
- Pierre Juquin
- Philippe Juvin

## K
- Rachid Kaci
- Patrick Kanner
- Karel X. Francoski
- David Korner
- Nathalie Kosciusko-Morizet
- Bernard Kouchner
- Marie-Pierre Kœnig
- Camille Krantz
- Henri Krasucki
- Alain Krivine

## L
- Françoise Laborde
- Robert Lacoste
- Jean Lacrampe
- Guillaume Lacroix
- Paul Lafargue
- LaFayette
- Louis Lafferre
- Édouard Laferrière
- Christine Lagarde
- Hubert Lagardelle
- Arlette Laguiller
- André Lajoinie
- Catherine Lalumière
- Pierre Lalumière
- Alain Lamassoure
- Pierre Lambert (Pierre Boussel)
- Alexandre-Théodore-Victor, comte de Lameth
- Charles Malo François Lameth
- Jean-François Lamour
- Adolphe Landry
- Anne-Christine Lang
- Carl Lang
- Jack Lang
- Hélène Laporte
- René Lenoir
- Gérard Larcher
- François Alexandre Frédéric de La Rochefoucauld-Liancourt
- Jean Lassalle
- Charles César de Fay de La Tour-Maubourg
- Louis-Alexandre de Launay, comte d'Antraigues
- Louis Philippe I
- Augustin Laurent
- Pierre Laurent
- Pierre Laval
- Philippe-François-Joseph Le Bas
- Albert François Lebrun
- Charles-François Lebrun
- Jean Lecanuet
- Sébastien Lecornu
- Jean-Yves Le Drian
- Alexandre Auguste Ledru-Rollin
- André Joseph Lefèvre
- Stéphane Le Foll
- Gilles Le Gendre
- Pierre Lellouche
- Bruno Le Maire
- Catherine Lemorton
- Noëlle Lenoir
- Jean Leonetti
- François Léotard
- Thierry Lepaon
- Jean-Marie Le Pen (1928-2025)
- Marine Le Pen
- Bruno Le Roux
- Franck Leroy
- Philippe Le Royer
- Henry de Lesquen
- Valérie Létard
- Jean Letourneau
- Georges Leygues
- Jean-Baptiste Robert Lindet
- Gérard Longuet
- Jean Longuet
- Fernand Loriot
- Émile Loubet
- Paul Louis
- Lionnel Luca
- Ludvik XIV. Francoski
- Ludvik XV. Francoski
- Ludvik XVI. Francoski
- Ludvik XVIII. Francoski
- Ludvik Filip

## M
- Maurice MacMahon = Marie Mac Mahon ?
- Patrice de MacMahon
- Emmanuel Macron
- Alain Madelin
- André Maginot
- René Maheu
- Sylvain Maillard
- Charles Malato
- Pierre Victor Malouet
- André Malraux
- Martin Malvy
- Georges Mandel
- Jean-Paul Marat
- Georges Marchais
- Sylvain Maréchal
- Jacques Marette
- André Marie
- Bernard Marie
- (Marija Antoaneta)
- Paul Marion
- Auguste Marmont
- Philippe Martin
- Jean-Claude Martinez
- Philippe Martinez
- André Marty
- Jean-François Mattei
- Jean Mattéoli
- René Nicolas Charles Augustin de Maupeou
- Louis Maurin
- Pierre Mauroy
- Charles Maurras
- Daniel Mayer
- René Mayer
- Jules Mazarin
- Pierre Mazeaud
- Bruno Mégret
- Pierre Méhaignerie
- Jean-Luc Mélenchon
- Jules Méline
- Pierre Mendès France
- Louis Mermaz
- Adolphe Messimy
- Pierre Messmer
- Gustave Mesureur
- Albert Métin
- Jacques Mézard
- Pierre Mazeaud
- Louise Michel (1830-1905)
- Edmond Michelet
- Didier Migaud
- Alexandre Millerand
- Raphaël Milliès-Lacroix
- Charles Millon
- Honoré Mirabeau (Honoré Gabriel Riqueti, comte de Mirabeau)
- Hélène Missoffe
- Samuel de Missy
- François Mitterrand
- Frédéric Mitterrand
- Jules Moch
- Louis-Mathieu Molé
- Guy Mollet
- Pierre Monatte
- Ernest Monis
- Gaston Monnerville
- Jean Monnet
- René Monory
- Arnaud Montebourg
- André Morice
- Hervé Morin
- Dominique Mortemousque
- Pierre Moscovici
- Charles de Montesquieu
- Mathieu Jean Felicité de Montmorency-Laval
- Jean Moulin
- Jean Joseph Mounier
- Jacques Myard

## N
- Sébastien Nadot
- Marcel-Edmond Naegelen
- Napoleon I. Bonaparte
- Napoléon III. Bonaparte
- Pap Ndiaye
- Pierre Samuel du Pont de Nemours
- Louis Marc Antoine de Noailles
- Émile Noël
- Michel Noir
- Nicole Notat
- Joseph Noulens
- Hervé Novelli
- Françoise Nyssen

## O
- Patrick Ollier
- Émile Ollivier
- Louis Philippe II. Joseph d'Orléans, duc d'Orléans
- Dominique Orliac
- Michel d'Ornano
- François-Xavier Ortoli
- Amélie Oudéa-Castéra

## P
- Michel Pablo
- Jean-Nicolas Pache
- Paul Painlevé
- Jules Pams
- Françoise de Panafieu
- Fabrice Pannekoucke
- Mathilde Panot
- Florence Parly
- Charles Pasqua
- Étienne-Denis Pasquier
- Frédéric Passy
- François Patriat
- Joseph Paul-Boncour
- Valérie Pécresse
- Vincent Peillon
- Fleur Pellerin
- Camille Pelletan
- Eugène Pelletan
- Philippe Pemezec
- Dominique Perben
- Daniel Percheron
- Alda Pereira-Lemaitre
- Raoul Péret
- Achille Peretti
- Louis Périllier
- Henri Philippe Pétain
- Jérôme Pétion de Villeneuve
- Alain Peyrefitte
- Albert Peyronnet
- Édouard Philippe
- Pierre Pflimlin (1907-2000)
- Stephen Pichon
- Antoine Pinay
- Christian Pineau
- Sylvia Pinel
- Éric Piolle
- Christian Piquet
- Marceau Pivert
- Jean-Pierre Plancade
- René Pleven
- Alain Poher (Alain Émile Louis Poher)
- Bernard Poignant

- Raymond Poincaré
- Jean-Frédéric Poisson
- Alain Pompidou
- Georges Pompidou
- Christian Poncelet
- Michel Poniatowski
- Bernard Pons
- Auguste Henri Ponsot
- Jean Poperen
- Eugène Pottier
- Robert Poujade
- Philippe Poutou
- Charles-André Pozzo di Borgo
- Aurélien Pradié
- Pierre Louis Prieur
- Edmond Lefebvre du Prey
- Pierre-Joseph Proudhon
- Alexandre de Prouville
- Maurice Pujo
- Jean-Xavier Bureau de Pusy

## Q
- Henri Queuille
- Jean-Jack Queyranne
- Antoine Quinson

## R
- Valérie Rabault
- Jean-Pierre Raffarin
- Jean-Bernard Raimond
- Dominique Raimbourg
- Paul Ramadier
- Éric Raoult
- François Rebsamen
- Élisée Reclus
- Jean Jacques Régis de Cambacérès
- Thierry Repentin
- Bruno Retailleau
- Sylvie Retailleau
- Paul Reynaud
- Jean-François Rewbell
- Alexandre Ribot
- Alain Richard
- Armand Jean du Plessis de Richelieu
- Franck Riester
- Maximilien Robespierre
- Michel Rocard
- Camille de Rocca-Serra
- Jean-Paul de Rocca-Serra
- Waldeck Rochet
- Pierre Louis Roederer
- Jean-Marie Roland
- Madame Roland /Jeanne Manon Roland (née Marie-Jeanne Phlippon)
- Jean-Luc Romero
- Louis-Nathaniel Rossel
- José Rossi
- Laurence Rossignol
- André Rossinot
- Eugène Rouher
- Aurelien Rousseau
- Fabien Roussel
- Maurice Rouvier
- Jacques Roux
- Stanislas Joseph François Xavier Rovère
- Ségolène Royal
- François de Rugy

## S
- Marie François Sadi Carnot
- Lucien Saint
- Jean-Paul Rabaut Saint-Étienne
- Louis Antoine Léon de Saint-Just
- Raoul Salan
- Roger Salengro
- Jean-Claude Sandrier
- Marc Sangnier
- Ange Santini
- Gilles Simeoni
- Michel Sapin
- Émile Sari
- Nicolas Sarkozy
- Marielle de Sarnez
- Albert Sarraut
- Maurice Sarraut
- Ferdinand Sarrien
- Alain Savary
- Léon Say
- Edmond Henri Adolphe Schérer
- Marlène Schiappa
- Victor Schoelcher
- Maurice Schumann
- Robert Schuman
- Roger-Gérard Schwartzenberg
- Philippe Séguin
- Jean-Baptiste Colbert Seignelay
- Stéphane Séjourné
- Louis Sellier
- Justin de Selves
- Pierre Sémard
- Jean-Claude Servan-Schreiber (1918–2018)
- Jean-Jacques Servan-Schreiber
- Marcel Servin
- Jules Siegfried
- Emmanuel-Joseph Sieyès
- Yves-Thibault de Silguy
- Gilles Simeoni
- Jules (Fran¸cois) Simon
- Danielle Simonnet
- Jean-Pierre Soisson
- Alain Soral
- Madame Sorgue
- René Souchon
- Jean-de-Dieu Soult
- Jacques Soustelle
- Georges Spénale
- Théodore Steeg
- Jean-Pierre Stirbois
- Dominique Strauss-Kahn
- Margie Sudre
- Jean-Pierre Sueur

## T
- Michèle Tabarot
- Jean Taittinger
- Jean-Guy Talamoni
- Camille Tallart
- Charles Maurice de Talleyrand
- Jean-Lambert Tallien
- Bernard Tapie
- André Tardieu
- Catherine Tasca
- Christiane Taubira
- Henri Teitgen
- Serge Telle
- Rachid Temal
- Louis Terrenoire
- Catherine Théot ?
- Bernard Thibault
- Adolphe Thiers
- Eugène Thomas
- Maurice Thorez
- Christophe de Thou
- Jean Tiberi
- Charles Tillon
- Pierre Tirard
- Jean-Louis Tixier-Vignancourt
- Marine Tondelier
- Jacques Toubon
- Stéphane Travert
- Maurice Tréand
- Albert Treint
- Louis-Jules Trochu
- Raymond-Theodore Troplong
- Georges Trouillot
- Anne-Robert-Jacques Turgot
- Alex Türk

## V
- Roseline Vachetta
- Marc-Guillaume Alexis Vadier
- Alexandre del Valle
- Daniel Vaillant
- Édouard Vaillant
- Paul Vaillant-Couturier
- Marie-Claude Vaillant-Couturier (neé Vogel)
- Najat Vallaud-Belkacem
- Xavier Vallat
- Ernest Vallé
- Jules Vallès
- Manuel Valls
- Najat Vallaud-Belkacem
- Eugène Varlin
- Henri Vaugeois
- Hubert Védrine
- Simone Veil
- Olivier Véran
- Patrice Vergriete
- Pierre Victurnien Vergniaud
- Louis Viannet
- Michèle Victory
- Frédérique Vidal
- Alain Vidalies
- George de Villebois-Mareuil
- Abel-François Villemain
- Jérôme Pétion de Villeneuve
- Dominique de Villepin
- Maurice Viollette
- René Viviani
- Mélanie Vogel
- comté de Volney (Constantin François de Chassebœuf )
- Dominique Voynet

## W
- William Waddington
- Antoine Waechter
- Pierre Waldeck-Rousseau
- Henri-Alexandre Wallon
- Henri Wallon
- Laurent Wauquiez
- Henri Weber
- Pierre-André Wiltzer
- Éric Woerth

## Z
- Jean Zay
- Adrien Zeller
- Éric Zemmour
- Émile Zuccarelli
- Jean Zuccarelli (ded in vnuk)